# Избынь
Избынь (транслит.: Izbyń; бел. Ізбы́нь) — деревня в Хойникском районе Гомельской области Беларуси. В составе Великоборского сельсовета.

## География
В 20 км на север от Хойники, в 2,5 км на юго-запад от железнодорожной платформы Избынь, в 7 км от железнодорожной платформы Авраамовская (на ветке Василевичи — Хойники от линии Гомель — Калинковичи), в 118 км от Гомеля. На востоке, севере и западе от деревни мелиоративные каналы, в окрестностях (1,5 км от деревни) располагается Великоборское водохранилище.
Просёлочной дорогой деревня связана с автодорогой Хойники — Речица. Планировка состоит из прямолинейной улицы, близкой к меридиональной ориентации, к которой на юге присоединяется короткая прямолинейная улица. Застройка деревянная, усадебного типа.
Деревня делилась на три части: Пески, Село, Хутор.

## Этимология
Местный вариант названия — Избунь. Известна с XIX века.
Ойконим Избынь по происхождению является отгидронимическим. Населённый пункт формировался возле речки Избынь, в дальнейшем — Избынька (левый приток реки Вить, бассейн Припяти). Ныне Избынька — мелиоративный канал длиной в 25 километров. 

## История
Впервые упомянута как деревня Избин в листе пана Антония Оскерко, маршалка мозырского, датированном 28 февраля 1721 года, с просьбой к князю Николаю Шуйскому, хорунжичу брестскому, чтобы подданные его из деревни Великий Бор не вторгались в угодья избинцев и обид им не чинили.
Наиболее активная застройка приходится на 1920-е годы. Во время Великой Отечественной войны в июне 1943 года оккупанты сожгли деревню и убили 26 жителей. На фронтах и в партизанской борьбе погибли 79 жителей, память о них увековечивает стела, установленная в 1975 году в центре деревни. В составе совхоза «Великоборский» (центр — деревня Великий Бор).

## Население

### Численность
2021 год — 9 жителей, 8 хозяйств

### Динамика
- 1930 год — 829 жителей, 182 двора
- 2004 год — 53 жителя, 35 хозяйств
- 2012 год — 8 жилых домов
- 2015 год — 5 жилых домов
- 2021 год — 9 жителей, 8 хозяйств

## Достопримечательности
- В 1975 году в центре деревни установлена стела в память о погибших на фронтах и в партизанской борьбе жителях деревни.
- В июне 2022 года около деревни установлен памятный знак в честь высадки 29 июня 1942 года разведывательно-диверсионной группы ГРУ Красной армии[3]. Группа состояла из пяти человек, в составе которой был легендарный разведчик Фёдор Манзиенко — позывной «Степь». Задачей группы было создание партизанского движения и организация сети подпольщиков и связных. О деятельности партизан и разведчиков на территории района подробно рассказали писатели Иван Науменко и Виктор Мамонтов в повести «Капитан Степь уходит в разведку».